# Michael Finke
Michael Jeffrey Finke (Champaign (Illinois), 26 de abril de 1996) es un baloncestista estadounidense, que actualmente se encuentra sin equipo. Con 2,08 metros de estatura, juega en la posición de ala-pívot .

## Trayectoria deportiva
Jugó tres temporadas con los Illinois Fighting Illini de la Universidad de Illinois en Urbana-Champaign y en 2018, se marcharía para ingresar en la Universidad del Gran Cañón, ubicada en Phoenix, Arizona, donde disputaría la temporada 2018-19 de la NCAA con los Grand Canyon Antelopes. 
Tras no ser elegido en el Draft de la NBA de 2019, en la temporada 2020-21 se marcha a Polonia para debutar como profesional en las filas del Legia Varsovia para disputar la Polska Liga Koszykówki y la Eurocup. En liga doméstica promedia 11,36 puntos en 11 partidos y 14,67 puntos en 6 encuentros de Eurocup. Con el conjunto polaco, también disputaría 4 encuentros de clasificación de la Basketball Champions League.
En diciembre de 2019, abandona el club de Varsovia y firma con el BC Kalev/Cramo para disputar la Alexela Korvpalli Meistriliiga y la VTB United League. En liga doméstica promedia 9,92 puntos en 12 partidos y 6,38 puntos en 8 encuentros de VTB League.
En la temporada 2020-21, se marcha a Holanda para jugar en el ZZ Leiden de la FEB Eredivisie, en el que promedia 12,59 puntos en 27 partidos disputados.
El 26 de julio de 2021, Finke fichó por Iraklis BC de la A1 Ethniki, la primera categoría del baloncesto griego.
El 24 de septiembre de 2021, Finke fichó por Aris BC de la A1 Ethniki, la primera categoría del baloncesto griego, pero tras disputar 4 partidos rescindiría su contrato con el equipo griego. En la misma temporada, se compromete con el Apollon Limassol BC de la Primera División de Baloncesto de Chipre, con el que disputa 18 partidos.
En julio de 2022, juega con Always Us el The Basketball Tournament.
En la temporada 2022-23, firma por el FC Porto de la Liga Portuguesa de Basquetebol.